# 紹興野球ソフトボールスポーツ文化センター
紹興野球ソフトボールスポーツ文化センター（シャオシンやきゅうソフトボールスポーツぶんかセンター、英語: Shaoxing Baseball and Softball Sports Culture Center、簡体字中国語: 绍兴棒垒球体育文化中心）は、中華人民共和国の浙江省紹興市越城区にある複合スポーツ施設。国際大会基準を満たす中国最大の野球場・ソフトボール競技場である。
2023年の杭州アジア競技大会における野球およびソフトボール競技の会場となるほか、2024年には野球での中国初の世界野球ソフトボール連盟（WBSC）主催大会である第5回WBSC U-23ワールドカップが開催される。

## 概要
杭州アジア競技大会の競技会場として、約2億5,400万ドルを投じて建設され、同大会のために新設した会場としては最大規模の競技場である。総建築面積は約14万5,000 m2であり、主要施設として野球場2面、ソフトボール専用フィールド2面、トレーニングセンター、体育センターのほか、首旅如家グループが経営する5つ星ホテルである「紹興首旅南苑酒店」が含まれる。また、プール、バスケットボールコート、テニスコートを備える。野球場・ソフトボールフィールドは4面とも人工芝と赤土のグラウンドである。また人工芝の下に排水装置が設置されており、大雨後などの場合でも1 - 2時間程度で排水できるとしている。
建築物の側面はアルミニウムのパンチングメタルを使用し、地域産業の織物などをモチーフとした曲線のデザインを用いている。競技場の客席と外周部に「雲翼」と呼ばれるキャノピーが設置され、上部は二酸化チタンコーティングを施したPTFE膜に覆われており、湾曲したユニットが連なる形状が水面の波紋を表し、江南水郷を表現している。
2022年6月、同センターが中国の野球・ソフトボールにおけるナショナルチームのトレーニング拠点、全国大会拠点として認定された。また、杭州アジア競技大会終了後は野球・ソフトボールを中心とした地域コミュニティの拠点として整備される予定であり、商業区画が設定されているほか、都市競技場や地域のスポーツ公園としての利用が見込まれている。
2023年6月、主に同センター内を走行する自動運転バス路線が開通した。浙江省初の自動運転バス路線であり、アジア競技大会期間中の送迎サービスも行う。

## アクセス

### 鉄道
- 鏡水路駅（中国語版）
  - 紹興軌道交通：紹興軌道交通1号線本線
- 紹興北駅（中国語版）
  - 杭甬旅客専用線
  - 杭台高速鉄道（中国語版）
  - 紹興軌道交通：紹興軌道交通1号線支線（未開通）

### 高速道路
- 杭紹台高速道路（中国語版） 鏡湖IC